# Saldanha (stație de metrou din Lisabona)
Saldanha este o stație de transfer din centrul Lisabonei, în care se întâlnesc linia roșie și cea galbenă ale metroului din Lisabona.
Stația de pe linia galbenă este situată sub Piața Ducele de Saldanha, în timp ce cea de pe linia roșie se află sub Bulevardul Ducele de Ávila, la intersecția cu Bulevardul Republicii. „Saldanha” deservește zona de sud a cartierului Avenidas Novas.
Precum toate stațiile noi ale metroului din Lisabona, „Saldanha” este echipată cu scări rulante și ascensoare până la peroane pentru a putea deservi și persoanele cu dizabilități locomotorii.

## Istoric

### Stația de pe Linia galbenă

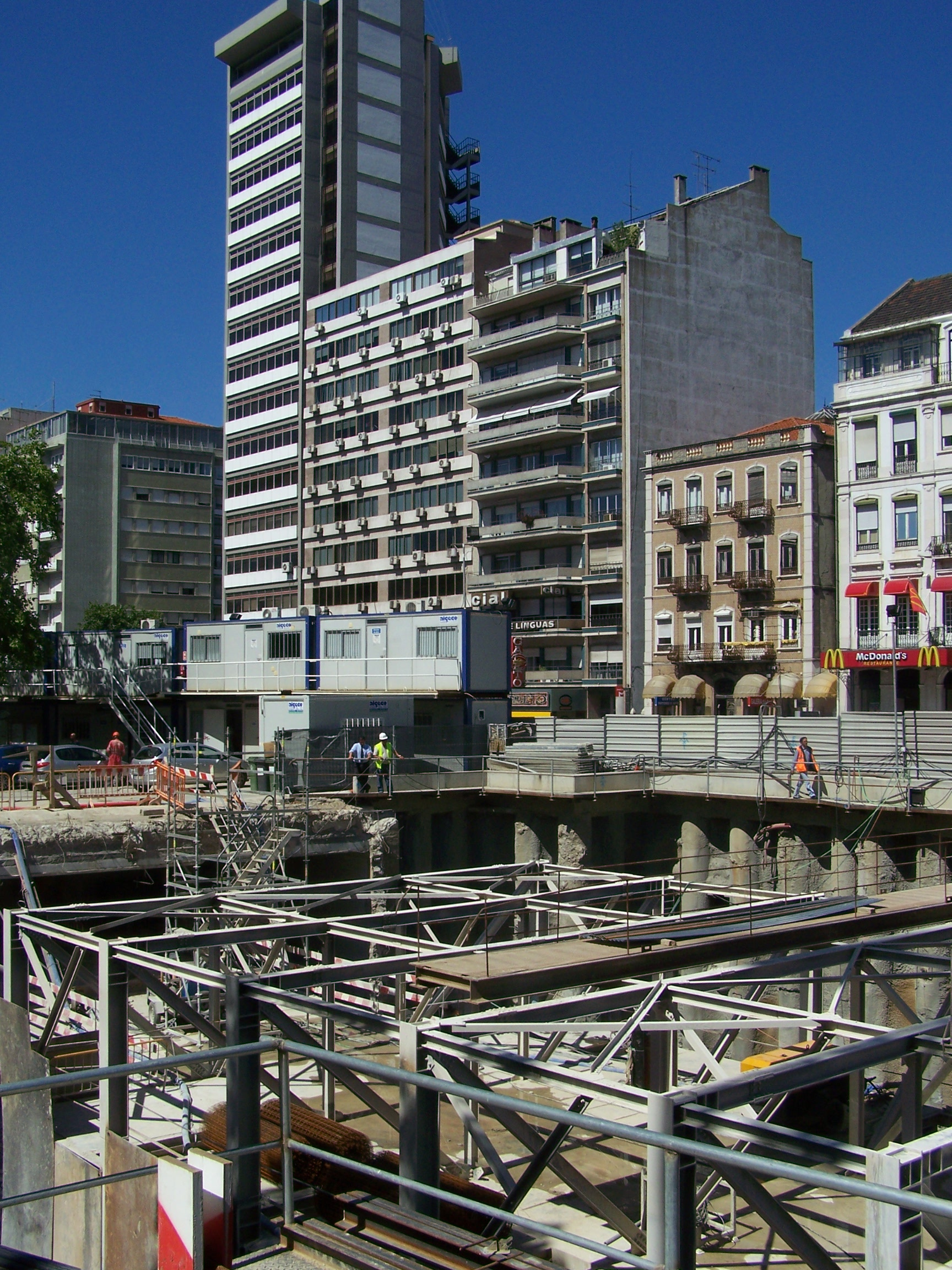
Extinderea holului de nord al stației de pe linia galbenă, iunie 2007.

Stația de pe linia galbenă este una din cele 11 care aparțin rețelei originale a metroului din Lisabona, inaugurată pe 29 decembrie 1959. Proiectul original îi aparține biroului de arhitectură Falcão e Cunha, iar lucrările plastice pictoriței Maria Keil.
Pe 14 martie 1977, stația de pe linia galbenă a fost extinsă pe baza unui proiect arhitectonic realizat de Benoliel de Carvalho și Sanchez Jorge, decorațiunile fiind executate tot de Maria Keil. Extinderea stației a presupus prelungirea peroanelor și construcția unui nou hol de acces.
Pe 28 decembrie 1996, holul de nord al stației de pe linia galbenă a fost reabilitat, proiectul acestei lucrări aparținându-i arhitectului Paulo Brito da Silva, iar decorațiunile sculptorului Jorge Vieira și artistului plastic Luís Filipe de Abreu.
Pe 14 mai 1997, holul de sud al stației de pe linia galbenă a fost și el reabilitat. De proiect s-a ocupat aceeași echipă, arhitectul Paulo Brito da Silva, sculptorul Jorge Vieira și artistul plastic Luís Filipe de Abreu.
Pe 29 august 2009 a fost finalizată o remodelare completă a holului de nord al stației. Autorii proiectului au fost arhitecții Paulo Brito da Silva și Sofia Carrilho, iar decoratorii aceiași ca în 1997, Jorge Vieira și Luís Filipe de Abreu. Remodelarea a presupus și realizarea unei conexiuni cu nou construita stație de pe linia roșie.

### Stația de pe Linia roșie

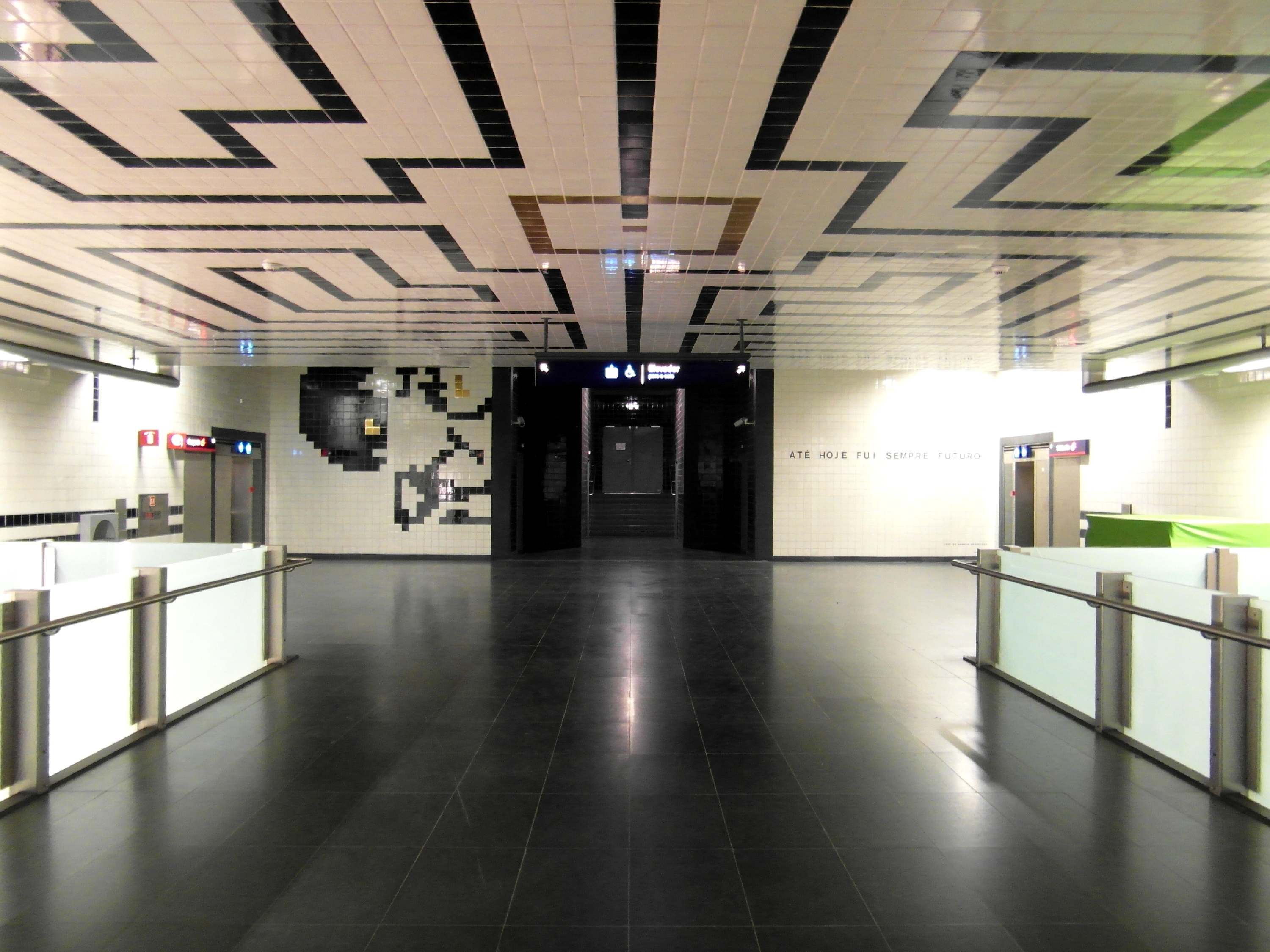
Holul de acces în stația de pe linia roșie.

Stația fost inaugurată pe 29 august 2009, împreună cu São Sebastião II, odată cu prelungirea liniei roșii către vest și conectarea ei cu linia albastră  și cea verde.
Proiectul original îi aparține arhitectului Germano Venade, iar decorațiunile artistice arhitectului José Almada Negreiros.
Situată sub Bulevardul Ducele de Ávila, stația de pe linia roșie permite un acces facil la Institutul Superior Tehnic. 

## Legături

### Autobuze orășenești

#### Carris
- 207 Cais do Sodré ⇄ Fetais (dimineața)
- 727 Estação Roma-Areeiro ⇄ Restelo - Av. das Descobertas
- 736 Cais do Sodré ⇄ Odivelas (Bairro Dr. Lima Pimentel)
- 738 Quinta dos Barros ⇄ Alto de Santo Amaro
- 744 Marquês de Pombal ⇄ Moscavide (Quinta das Laranjeiras)
- 783 Amoreiras (Centro Comercial) ⇄ Portela - Rua Mouzinho de Albuquerque[7]

#### Aerobus
- Linha 2 Aeroporto ⇄ Sete Rios[8]